# 野志克仁
野志 克仁（のし かつひと、1967年〈昭和42年〉7月31日 - ）は、日本の政治家。愛媛県松山市長（4期）。元RNB南海放送のアナウンサー。

## 来歴
愛媛県松山市出身。松山市立清水小学校、伊予三島市立南中学校、愛媛県立松山南高等学校、岡山大学経済学部卒業。1990年、南海放送に入社。翌1991年、入社2年目にしてもぎたてテレビ10o'clockのキャスターに抜擢された。その後20年間にわたり愛媛県内各地をリポートした。
2010年10月、南海放送を退社。

### 松山市長
愛媛県知事選挙への出馬を表明して辞職した中村時広松山市長の後継指名を受けて11月の松山市長選挙に出馬、自由民主党推薦の新人候補など4新人を破り初当選。
市長就任後は公民館区域ごとにタウンミーティングを開催。山林の境界線を画定する地籍調査事業、島しょ部居住者が通院のために航路を利用する際の運賃助成事業などタウンミーティングで寄せられた市民の提案などをもとにした計19事業、4億4900万円を2013年度当初予算案に計上する取り組みを実施した。
2014年の市長選では自民党･公明党の松山支部連合会が推薦する新人経済産業官僚の瀧本徹と日本共産党推薦の新人候補を破り、再選。市長選挙では中村時広愛媛県知事や市政与党の松山維新の会などの市議、自民党県連幹事長、連合愛媛などの後押しを受けた。
2018年6月28日に都市機能の最適な集約を進める自治体で組織された「コンパクトなまちづくり推進協議会」の会長に就任した。
2018年11月に行われた市長選挙では前回の選挙で対立した自由民主党･公明党の市議らの応援を得て、共産党推薦の新人候補を破り3選を果たした。
2022年11月13日告示の市長選挙に自由民主党・公明党・国民民主党の推薦を受け立候補し無投票で4選を果たした。

## 人物
- 趣味は、ジョギング･スポーツ観戦[11]。
- 座右の銘は、至誠通天[11]。
- 学生時代は落語研究会に所属、芸名は「風流亭笑賀」（ふうりゅうていしょうが）、好きな落語家は桂米朝[12]。

## 過去の出演

### アナウンサー時代の担当番組
テレビ
- もぎたてテレビ70
- わくわくテレビ

### Web
- ハタチ〜オトナビトプロジェクト〜 （2021年1月8日[13]）

## 脚註
1. ↑  愛媛県庁／各種選挙の日程-任期満了日一覧-(愛媛県選挙管理委員会)
2. ↑  『全国歴代知事・市長総覧』日外アソシエーツ、2022年、371頁。
3. ↑  公式サイトプロフィール
4. ↑  松山市長に野志氏初当選 日本経済新聞(2010年11月29日) 2017年10月14日閲覧
5. ↑  松山市、タウンミーティングの市民提案19事業予算化 - 日本経済新聞（2013年2月15日）、2019年3月4日閲覧
6. ↑  松山市長　野志氏再選　次点滝本氏に大差　投票率48.36% - 愛媛新聞（2014年11月17日）、2019年3月4日閲覧。
7. ↑  知事･松山市長　同時選あす16日投票 - 愛媛新聞（2014年11月15日）、2019年3月4日閲覧。
8. ↑  コンパクトなまちづくり推進協議会が発足/会長に野志克仁松山市長/都市構造を見直し - 日刊建設工業新聞（2018年7月4日）、2019年3月4日閲覧。
9. ↑  松山市長選、現職の野志克仁氏が3選 -　読売新聞オンライン（2018年11月18日）、2019年3月4日閲覧。
10. ↑  “野志氏が無投票４選　松山市長選”. 時事ドットコム. (2022年11月13日) 2022年11月13日閲覧。
11. 1 2  野志克仁(のしかつひと)松山市長 - 松山市、2019年3月4日閲覧。
12. ↑  野志克仁･松山市長 - 時事ドットコム、2019年3月4日閲覧。
13. ↑  “愛媛県ゆかりの著名人からのお祝いメッセージ　野志克仁松山市長”.   ハタチ〜オトナビトプロジェクト〜 (2021年1月8日). 2022年6月13日閲覧。